# یوهانس هیوبل
یوهانس هیوبل (زاده ۲۲دسامبر ۱۹۷۷میلادی) در شهر هانوفر، مدل اهل کشور آلمان است.